# سوپر ماریو سانشاین
سوپر ماریو سانشاین یک بازی در سبک پرشی توسعه‌یافته و تولید شده توسط نینتندو می‌باشد که در سال ۲۰۰۲ برای گیم‌کیوب منتشر شد.